# ティモール海
ティモール海（ティモールかい、英語: Timor Sea、テトゥン語:Tasi Mane、ポルトガル語:Mar de Timor、インドネシア語:Laut Timor）とは、ティモール島の南方、オーストラリア大陸の北西方に位置する海域である。その名称は、ティモール島にちなむ。

## 地理

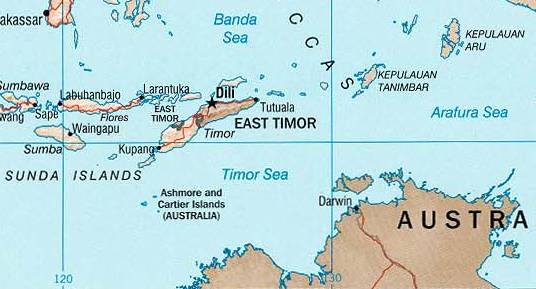
ティモール海と周辺図。なお、ティモール海の名前の由来であるティモール島は、中央部に描かれている「Timor」と書かれた島である。

ティモール海はインド洋の一部であり、北はティモール島、南はオーストラリア大陸に挟まれている。その一方で、東はアラフラ海と呼ばれ、このアラフラ海は太平洋の一部とされている。ティモール海の広さは、東西約800 km、南北約500 km程度である。深度はティモール島近海が特に深く、3000 mに達する。これに対して、他の地域の大部分は、水深が200 m以浅の大陸棚である。海域中央部に島は少なくアシュモア・カルティエ諸島が存在する程度である。一方で、ティモール島周辺やオーストラリア大陸縁辺には島が多く、メルビル島やパサースト島などが存在する。ティモール海の沿岸に存在する湾としては、オーストラリア北岸にはジョセフ・ボナパルト湾とファン・ディーメンズ湾が挙げられる。
なお、ティモール海の南岸には、オーストラリア北部の港湾都市のダーウィンも存在する。

## 熱帯低気圧の発生海域

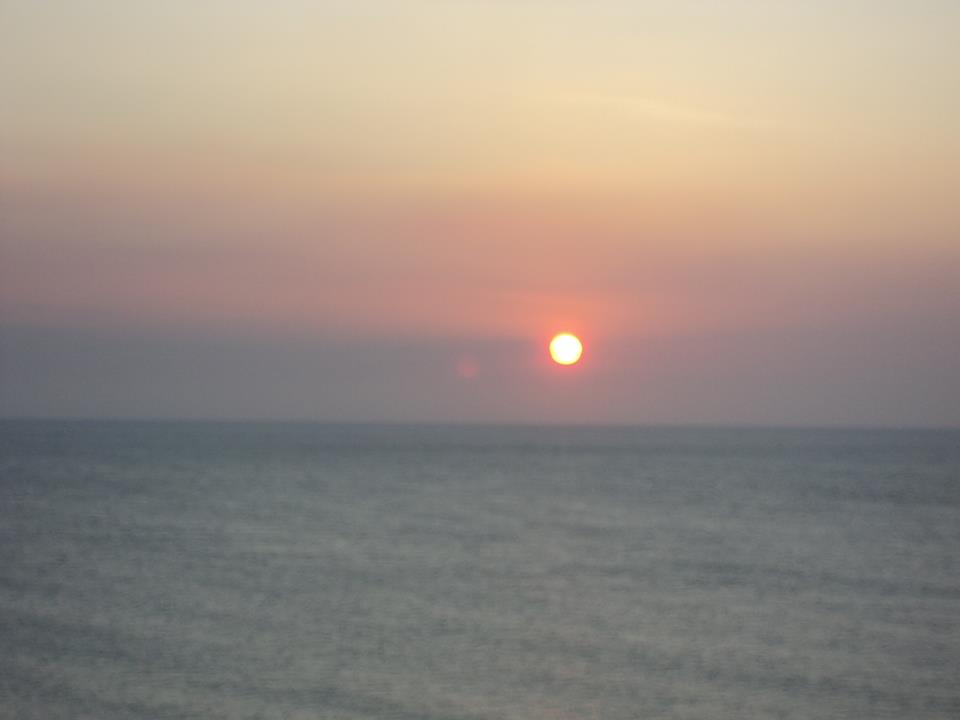
ティモール海を逆光で撮影した写真。

ティモール海はオーストラリア大陸の西岸に襲来するサイクロンの主要な発生海域として知られている。ただし、このオーストラリア大陸の西岸を襲うサイクロンは、かつてはサイクロンではなく「ウィリウィリ」と呼ばれていた。

## 海底資源と境界
ティモール海の海底においては、石油および天然ガスの埋蔵が知られており、ガス田「バユ・ウンダン」からの生産やガス田「グレーターサンライズ」などの探鉱・開発が行われている。これらの海底資源については、オーストラリア資本を中心に開発が行われてきた。東ティモールが長らく非独立地域であった上に、大陸棚境界の位置の問題により、排他的経済水域の設定には論争が起きていた。このエリアはティモール・ギャップと呼ばれ、2007年2月に、オーストラリアと東ティモールの両国は領海線を確定せずに、共同石油開発エリアを批准し、海底資源の東ティモール・オーストラリア間の分配を決定した。オーストラリア側では、シェルや国際石油開発帝石などが、LNGの生産に向けた取り組みを進めてきた。2018年3月には、東ティモールに「グレーターサンライズ」の大半が含まれる形での境界画定条約が結ばれた。